# 咸明洙
咸 明洙（ハム・ミョンス、함명수、1928年2月15日 - 2016年11月23日）は大韓民国の軍人、政治家。第9・10代国会議員。本貫は江陵咸氏。号は石泉。仏教徒。

## 人物
- 1928年2月15日、平安南道平壌府で父、咸光徳の長男として生まれた。
- 1942年：平壌師範学校卒業
- 1947年：韓国海軍士官学校第1期卒業、任少尉
- 1949年：哨戒艦艇艦長
- 1949年8月16日：夢金浦作戦指揮官。
- 1953年：海軍大学卒業
- 1958年：海軍本部秘書室長、韓国艦隊第1戦闘司令官
- 1960年7月：国防大学院卒業、海軍本部作戦参謀副長
- 1961年9月：韓国艦隊司令官（准将）
- 1963年12月：参謀次長
- 1964年9月：参謀総長（中将）
- 1966年9月：予備役編入
- 1966年10月：水産開発公社社長
- 1968年1月：韓永工業社長
- 1970年5月：韓国海中開発技術協会会長
- 1973年3月：第9代国会議員（統一主体国民会議、維新政友会）、国会商工委員会委員
- 1975年6月：6・25参戦同友会訪米使節団員
- 1976年2月：維新政友会2期議員
- 1976年3月：維新政友会院内副総務、国会商工委員会委員、国会運営委員会委員
- 1977年9月：国際議員連盟第64回総会代表、国会予算決算委員会委員
- 1978年1月：安保問題研究委員会委員、維新政友会院内副総務
- 1978年12月：第10代国会議員（統一主体国民会議、維新政友会）

## 勲章
- 1951年 金星忠武武功勲章
- 1951年 シルバースター（アメリカ）
- 1952年 金星乙支武功勲章
- 1962年 三等勤務功労勲章
- 1963年 大綬雲麾勲章（中華民国）
- 1966年 三等保国勲章（ベトナム）
- 1966年 一等勤務功労勲章

## その他
2016年の韓国映画『オペレーション・クロマイト』でイ・ジョンジェが演じた登場人物のチャン・ハクスのモデルとなった。

## 参考
- 佐々木春隆『朝鮮戦争/韓国篇 上巻 建軍と戦争の勃発前まで』原書房、1976年。
- 世界政経調査会 編『韓国・北朝鮮人名辞典 1979年版 上巻』世界政経調査会、1980年。
- “咸明洙”.   大韓民国憲政会. 2014年3月5日閲覧。
- “第7代参謀総長”.   大韓民国海軍. 2015年11月6日閲覧。
- “66年ぶりに最高勲章受ける「夢金浦作戦」（66년 만에 最高 훈장 받는 '몽금포 작전'）” (2015年7月21日). 2023年6月7日閲覧。

| 軍職        | 軍職                                             | 軍職        |
| ----------- | ------------------------------------------------ | ----------- |
| 先代 李孟基 | 大韓民国海軍参謀総長 第7代：1964.9.10 - 1966.9.1 | 次代 金栄寛 |